# Jackie French Koller
Jackie French Koller es una escritora estadounidense cuya carrera abarca 10 años. Vive y desarrolla su carrera literaria en Western Massachusetts. Escribió su primer libro infantil en un intento por conseguir desesperadamente $106.40 que necesitaba para registrar su automóvil. Al mismo tiempo French estaba viviedo en un cobertizo con un canguro (Fred), una culebra (Gladys) y un marsupial (Smudge).[cita requerida]